# Repubblica Ceca ai Giochi della XXVIII Olimpiade
La Repubblica Ceca partecipò ai Giochi della XXVIII Olimpiade, svoltisi ad Atene, Grecia, dal 13 al 29 agosto 2004, con una delegazione di 142 atleti impegnati in venti discipline.

## Risultati

### Pallacanestro
- Donne

| Atleta | Classifica |
| --- | ---------- |
| V · D · M Nazionale ceca - Pallacanestro ai Giochi della XXVIII Olimpiade - Torneo femminile 4 Veselá · 5 Večeřová · 6 Voračková · 7 Hartigová · 8 Uhrová · 9 Machová · 10 Hamzová · 11 Pavlíčková · 12 Borecká · 13 Kulichová · 14 Klimešová · 15 Vítečková · All. Jan Bobrovský | 5°         |
| Nazionale ceca - Pallacanestro ai Giochi della XXVIII Olimpiade - Torneo femminile |            |
| 4 Veselá · 5 Večeřová · 6 Voračková · 7 Hartigová · 8 Uhrová · 9 Machová · 10 Hamzová · 11 Pavlíčková · 12 Borecká · 13 Kulichová · 14 Klimešová · 15 Vítečková · All. Jan Bobrovský                                                                                              |            |